# UEFA Europa League finalen 2021
UEFA Europa League finalen 2021 var en fodboldkamp der blev spillet 26. maj 2021. Kampen blev spillet Stadion Energa Gdańsk i den polske by Gdańsk, og skulle finde vinderen af UEFA Europa League 2020-21. De deltagende hold var spanske Villarreal og engelske Manchester United. Den var kulminationen på den 50. sæson i Europas næststørste klubturnering for hold arrangeret af UEFA, og den tolvte finale siden turneringen skiftede navn fra UEFA Cup til UEFA Europa League.
Med en sejr på 11-10 efter straffesparkskonkurrence sikrede Villarreal sin første triumf i turneringen.
Kampen blev ledet af den franske dommer Clément Turpin.